# اماچوادی
اماچوادی (به انگلیسی: Amachavadi) یک روستا در هند است که در کارناتاکا واقع شده‌است.

## خصوصیات
اماچوادی ۶٬۳۸۳ نفر جمعیت دارد.